# Algermissen
Algermissen es un municipio situado en el distrito de Hildesheim, en el estado federado de Baja Sajonia (Alemania). Su población a finales de 2016 era de unos 7700 habitantes y su densidad poblacional, 220 hab/km².
Se encuentra ubicado a poca distancia al sur de la ciudad de Hannover —la capital del estado— y al oeste de Salzgitter.